# 船阪川
船阪川（ふなさかがわ）は、京都府南丹市園部町船阪を流れる淀川三次支流の準用河川である。橋の欄干などには船坂谷川と表記されている。

## 地理
準用河川の起点は園部町船阪谷で、南東に向いて京都府道453号大河内口八田線（中山峠）に沿って流れ、京都府道・大阪府道54号園部能勢線の手前から南に向きを変え、園部町船阪前河原と保田の間にある船坂小橋をくぐり、園部川左岸に流入する。
船阪の集落は、園部川で南北に分断されており、船阪川沿いに家が並ぶ北側と、九品寺の大門から園部川までの本梅川沿いに集落がある南側がある。船阪の地名は奈良時代に船坂、戦国時代に舟坂の表記で記録がある。

## 流域の村
南丹市
- 園部町
  - 摩気地域
    - 船阪

## 主な橋梁
- 船坂小橋

## 流域にあるため池
- 北谷池(船坂大池)

## 流域にある主な施設
- 船阪雨量観測所[4] – 園部町船阪北ノ谷。北谷池にあるテレメータによる観測所。
- 興禅寺（こうぜんじ） – 園部町船阪上ノ段
- 園部船阪郵便局 – 園部町船阪北ダイ